# 이찬 (축구인)
이상민(1986년 9월 14일 ~ )은 대한민국의 전직 축구 선수이다. 현역시절 포지션은 미드필더였다. 현재 K리그1의 대구 FC의 통역이다. 개명 전 이름은 이상민이었다.
2018년까지는 이찬라는 이름으로 활약하였으며 2019년 다시 이상민으로 개명하였다.